# 精神史
精神史（せいしんし）:
1. ある人の思想的変遷。
2. Geistesgeschichteの訳語。連続する歴史的事件や事象には何らかの共通した理念や思潮が働いており、それを研究することで歴史を説明しようとする学問。ドイツのマイネッケやディルタイが大成した[1]。
3. インテレクチュアル・ヒストリーの訳語。